# Enzo Stroo
Enzo Stroo (Amsterdam, 6 juni 1994) is een Nederlands voetballer die doorgaans als aanvaller speelt. Tot 2020 was hij actief als profvoetballer.

## Biografie

### Amateurvoetbal
Stroo begon op vijfjarige leeftijd met voetballen bij IVV, waar hij op zijn zestiende debuteerde in het eerste elftal. In het seizoen 2012/13 werd Stroo met 35 treffers topscorer van de Derde klasse. Dit leverde hem een transfer op naar ZVV Zilvermeeuwen, destijds uitkomend in de Tweede klasse. In de zomer van 2016 ging Stroo op amateurbasis aan de slag bij FC Volendam. Hij werd toegevoegd aan de selectie van Jong FC Volendam, spelend in de Derde divisie. In februari 2017 was Stroo met negen treffers topscorer van Jong FC Volendam.

### Profloopbaan
Coach Robert Molenaar, trainer van het eerste elftal van Volendam nam in februari 2017 Stroo op in selectie van FC Volendam voor een uitduel tegen FC Emmen. Stroo begon op de bank en kwam na 86 minuten het veld in als vervanger van Erik Schouten. FC Volendam verloor het duel met 3-1. Hij kwam dat seizoen tot vijftien competitiewedstrijden waarin hij zesmaal trefzeker was. Stroo tekende op 28 april 2017 zijn eerste profcontract, dat hem tot medio 2019 aan de club verbond. Voor het seizoen 2017/18 werd hij definitief bij de eerste selectie gehaald. De spits beleefde in dit seizoen zijn definitieve doorbraak en kwam tot 33 optredens in competitieverband. Hij sloot het seizoen af als clubtopscorer met vijftien doelpunten. In het daaropvolgende seizoen liep het minder goed. Eind september 2018 werd trainer Misha Salden ontslagen. Onder diens opvolger Hans de Koning kwam Stroo nauwelijks meer tot speelminuten en was hij zelfs derde spits. Vanwege een gebrek aan speeltijd wilde Stroo FC Volendam verlaten. Tijdens de winterstop ging Stroo op proef bij de Roemeense club FC Botosani, dat op trainingskamp was in Turkije. Tot een overgang kwam het echter niet. Eind januari 2019 ontbond hij zijn contract. Stroo tekende vervolgens een contract voor anderhalf seizoen bij TOP Oss, met daarin een optie voor een extra jaar. Hierna kwam zijn profloopbaan ten einde.

### Huidige activiteiten
Stroo volgde naast zijn voetbalactiviteiten de HBO-studie tot fysiotherapeut. Hij is werkzaam als fysiotherapeut in Purmerend en speelt momenteel nog voetbal als amateur bij FC Lisse.